# Alone (bài hát của Sistar)
"Alone" là một bài hát của nhóm nhạc nữ Hàn Quốc Sistar, được phát hành vào ngày 12 tháng 4 năm 2012 bởi Starship Entertainment.

## Phát hành
Thông báo chính thức về sự trở lại của Sistar được đăng tải lên fan-cafe của nhóm vào ngày 31 tháng 3 năm 2012. 3 ngày sau, hai bức ảnh chụp từ video âm nhạc của "Alone" được công bố.
Từ ngày 4 đến ngày 9 tháng 4 năm 2012, video giới thiệu của từng thành viên lần lượt ra mắt theo thứ tự từ Hyorin, Bora, Soyou đến Dasom. Những hình ảnh chính thức của album được ra mắt vào ngày 5 tháng 4.
Đĩa đơn được phát hành trên các trang web âm nhạc vào ngày 12 tháng 4 năm 2012. Video âm nhạc chính thức của bài hát cũng được ra mắt trong cùng ngày.
Vào ngày 28 tháng 6 năm 2012, một bản phối lại của bài hát do DJ Smells thực hiện được phát hành trong EP Loving U.

## Quảng bá
Các hoạt động quảng bá cho "Alone" bắt đầu vào ngày 12 tháng 4 trên chương trình M! Countdown của Mnet. Sistar cũng biểu diễn bài hát trên Music Bank, Music Core và Inkigayo

## Doanh số
Bài hát đứng đầu các bảng xếp hạng âm nhạc trực tuyến Hàn Quốc ngay sau khi được phát hành và xuất hiện lần đầu tiên trên bảng xếp hạng đĩa đơn của Gaon ở vị trí đầu bảng. Đến hết tháng 8 năm 2012, "Alone" đã được tải về 2,557,984 lần.

## Bảng xếp hạng
| Bảng xếp hạng                | Thứ hạng cao nhất |
| ---------------------------- | ----------------- |
| Gaon Singles chart           | 1                 |
| Gaon Local Singles chart     | 1                 |
| Gaon Streaming Singles chart | 1                 |
| Gaon Download Singles chart  | 1                 |
| Gaon BGM chart               | 2                 |
| Gaon Mobile Ringtone chart   | 1                 |
| Gaon Karaoke chart           | 2                 |